# Louis Even

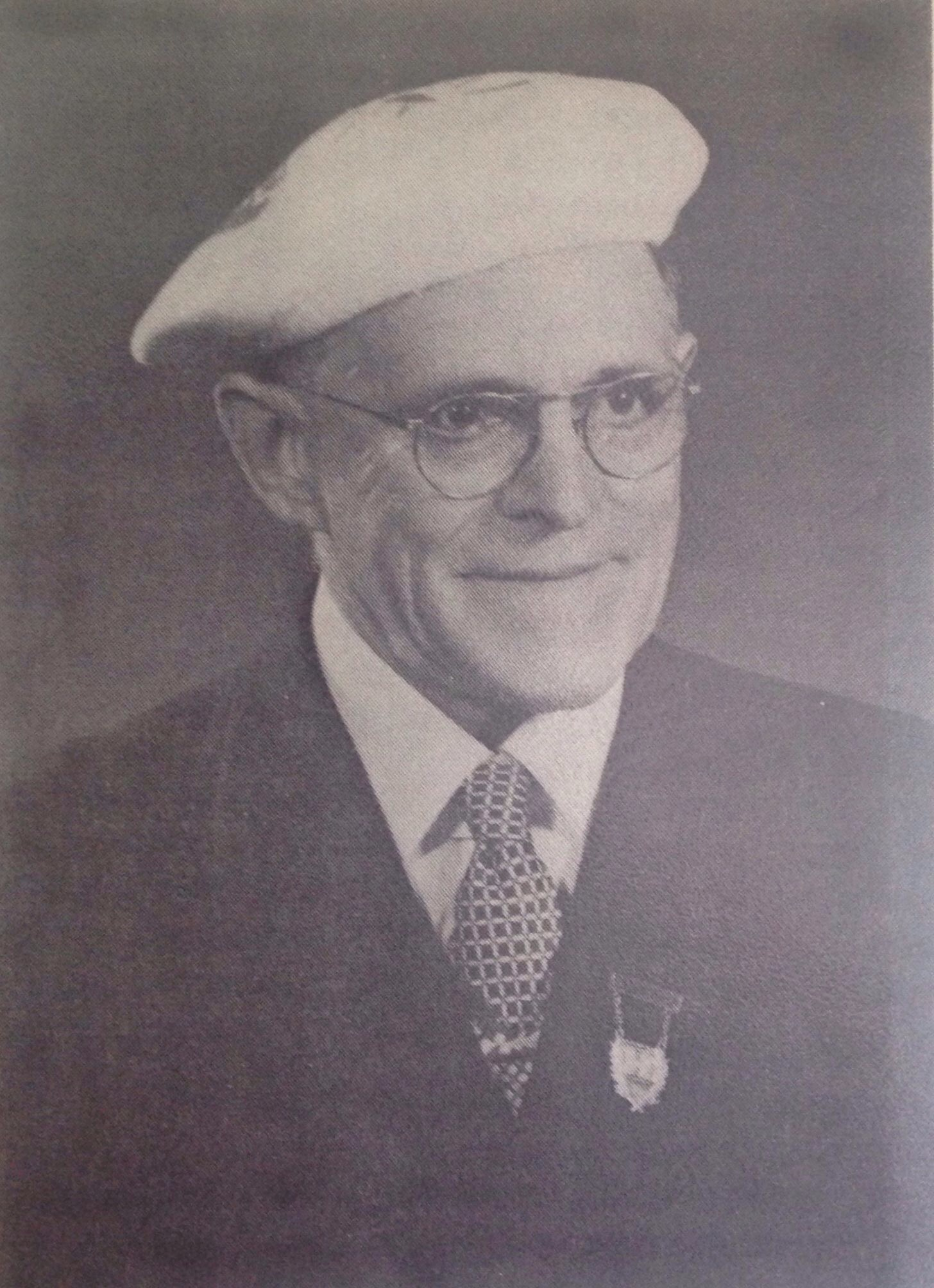
Louis Even

Louis Even (* 23. März 1885 in Montfort-sur-Meu; † 27. September 1974) war ein kanadischer Philosoph, führendes Mitglied eines Laienordens und Publizist. Er ist hauptsächlich durch die Einführung des Sozialkredits im frankophonen Teil Kanadas bekannt geworden.

## Biographie
1896 trat Louis Even dem Laien-Orden Frères de l’instruction chrétienne bei. Er war von seinen Eltern in der Spiritualität Louis-Marie Grignion de Montforts erzogen worden.
1907, zwei Jahre nach Einführung des Loi Combes, mussten die religiösen Orden in Frankreich ihre Arbeit einstellen. Viele entschieden sich daher schon vorher für das Exil in Kanada. Even schloss sich den Exilanten an. Zunächst war er Dozent in Montana, USA, nahe den Rocky Mountains. Er zog am 24. Juni 1906 nach Kanada um.
Nach einer Lehrtätigkeit in Montreal von 1907 bis 1911 verlor Even das Gehör. Der Orden schickte ihn daher nach La Prairie, wo er das Handwerk des Druckers erlernte, Deutsch und Latein studierte und die notwendigen Werkzeuge für seine Druckerei kaufte, die er erfolgreich betrieb. Im November 1920 wurde er von den Mitbrüdern seiner Mission enthoben, man urteilte, dass er für ein akademisches Studium geeigneter sei.
Even fand als Drucker Arbeit bei der Garden City Press in Sainte-Anne-de-Bellevue. Im folgenden Jahr heiratete er Laura Leblanc, mit der er vier Kinder hatte. Neben seiner Arbeit als Drucker, war er auch als Journalist und Übersetzer für Le Moniteur tätig. Auf Empfehlung des Ministers William Fielding beschloss er, Wirtschaftskurse über das Bank- und Kreditwesen zu belegen.
Even begann seine Auseinandersetzung mit der Kredit-Thematik, indem er das Buch Anne-Irene Caldwells übersetzte: Money - what is it? Es erschien 1935 bei Garden City Press unter dem Titel Geheimnisse des Geldes. Der Kreditbewegung schloss er sich an, nachdem er die kurze Abhandlung von James Crate Larkin über die Wirtschaftstheorie von Clifford Hugh Douglas gelesen hatte. Er wurde zum Propagandisten dieser Theorie, die er als Wohltat für die Menschheit erachtete. Seine Tätigkeit als Drucker und Verleger half ihm, ein Netzwerk von Kontakten zu bilden, eine politische Basis und Freundschaftskreise, die sich dem Studium der Ökonomie widmen wollten, besonders der Rolle, die der Kredit im Wirtschaftsleben spielt und spielen sollte.
Even trat als Redner öffentlich in Versammlungen in Ontario, Québec und New Brunswick auf. 1936 gründete er die Cahiers du Crédit Social, eine Zeitschrift, die die Idee des Sozialkredits intensiv verbreitete. Die Zeitschrift stellte 1939 ihr Erscheinen ein. Zur selben Zeit gründete Even die Zeitschrift L’Ile des Naufragés, jedoch mit nur mäßigen Erfolg. Even arbeitete mit bekannten Persönlichkeiten des öffentlichen Lebens zusammen, darunter Gilberte Côté, Gérard Mercier wie auch dem Bürgermeister von Québec, J.-Ernest-Grégoire.
1939 wurde die Zeitschrift Vers Demain gegründet, die später in l’Institut d’Action politique umbenannt wird. 1941 segnete der Abt von Sherbrooke, Philippe Desranleau, die Fahne der Organisation, die er von der Katholischen Soziallehre inspiriert sah. Die Mitglieder nannten sich bérets blancs aufgrund der Uniform, die sie tragen.
Even publizierte 1946 sein Werk Sous le Signe de l’Abondance, das in einer Auflage von 24 000 Exemplaren gedruckt wurde. Es folgten andere Werke, darunter Une finance saine et efficace und Qu’est-ce que le vrai Crédit Social? Nach Auftritten im Fernsehen gründete er 1953 eine englischsprachige Zeitschrift, Social Credit; Sie erschien später unter dem Namen Michael Journal.
In den 1960er Jahren versuchte Even die Bewegung in Frankreich zu verbreiten, danach in Brasilien. Immer noch ein Verehrer des Heiligen Michael, gründete er den Orden Pèlerins de Saint Michel und ließ sich in Saint-Michel-de-Rougemont nieder. 1965 erkrankte er schwer, setzte aber seinen Kampf fort und reiste nach New York. Er starb am 27. September 1974.

## Publikationen
- Sous le signe de l’abondance. Publié par l’Institut d’action politique, Montreal 1946, OCLC 49090466.
- Syllabaire du Crédit social. Institut d’action politique, Montreal 1960, OCLC 301446152.
- In this Age of Plenty. Verlag Pelerins de Saint-Michel, 1996, ISBN 2-9801332-6-4.
- A Sound and Effective Financial System: how to Finance Production: the Financing of Public Works: Taxes Eliminated by Social Credit: the Social Dividend to All. Verlag Pilgrims of Saint Michael, 1990, ISBN 2-9801332-2-1.
- What Do We Mean by Real Social Credit? Above Political Parties. Verlag Pilgrims of Saint Michael, 1990, ISBN 2-9801332-3-X.